# Making Movies
Albums de Dire Straits
Communiqué
(1979) Love over Gold
(1982)
Making Movies est le troisième album du groupe de rock anglais Dire Straits, sorti en 1980. Tunnel of Love ou Romeo and Juliet sont des titres au succès planétaire issus de cet album.

## Historique
L'album marque le départ de David Knopfler du groupe. Il a quitté Dire Straits en août 1980 lors de l'enregistrement de l'album. Ses pistes de guitare étaient presque complètes pour l'album, mais ont été réenregistrées par son frère. David apparaît sur la vidéo en train de jouer "Solid Rock" et "Les Boys" en concert, mais ces performances ont précédé l'enregistrement, il ne joue donc pas sur l'album.
Quatre chansons ont été enregistrées pendant les sessions mais non publiées sur l'album : « Making Movies », « Suicide Towers », « Twisting by the Pool » et « Sucker for Punishment ». « Twisting by the Pool » est sorti sur le EP ExtendedancEPlay le 10 janvier 1983. Le titre de l'album est tiré d'une phrase de la chanson « Skateaway » et de la pièce « Making Movies ».
Mark fait ses débuts à la réalisation. L'apparition d'un claviériste, Roy Bittan, diversifie le son du groupe ; l'esprit blues-rock s'estompe peu à peu au profit d'un Rock FM, mais le succès planétaire commence à émerger.
L'album remporta un grand succès grâce aux standards « Tunnel of Love », « Romeo and Juliet », « Expresso Love » et « Solid Rock ».
L'album à ce jour en 2025, s'est vendu à plus de 7,5 millions dans le monde dont 1,5 million aux US, 1,3 million au Royaume-Uni, 900000 en Italie et 400000 en France.

## Musiciens
- Mark Knopfler : chant, guitares
- John Illsley : basse, chœurs
- Pick Withers : batterie, chœurs

## Musiciens additionnels
- Roy Bittan: claviers
- Sid McGinnis: guitare (non crédité)

## Titres
Toutes les compositions sont de Mark Knopfler sauf l'intro de "Tunnel of Love", repris de "The Carousel Waltz", écrit par Richard Rodgers et Oscar Hammerstein II.
| 1.    | Tunnel of Love   | 8:11 |
| 2.    | Romeo and Juliet | 6:01 |
| 3.    | Skateaway        | 6:40 |
| 4.    | Expresso Love    | 5:12 |
| 5.    | Hand in Hand     | 4:48 |
| 6.    | Solid Rock       | 3:27 |
| 7.    | Les Boys         | 4:08 |
| 38:27 |                  |      |